# Fistulina hepatica
Fistulina hepatica (Jacob Christian Schäffer, 1774 ex William Withering, 1792), denumită în popor limba boului, este o specie de ciuperci comestibile saprofită și parazitară din încrengătura Basidiomycota în familia Fistulinaceae și de genul Fistulina. Ea crește în România, Basarabia și Bucovina de Nord pe sol calcaros în păduri mixte și de foioase termofile, dezvoltându-se în grupuri mici sau solitar, pe cioturi în putregai sau trunchiuri, în special de stejar și castani comestibil, de la câmpie la deal, rar în munți, din (iunie) iulie până în octombrie (noiembrie). Ca parazit cauzează așa zisul putregai alb. Lemnul pomului însă se colorează brun-roșiatic. Buretele este un dăunător de lemn neînsemnat, datorită apariției lui destul de rare precum faptului, că distrugerea lemnului durează la acest soi timp lung.

## Descriere

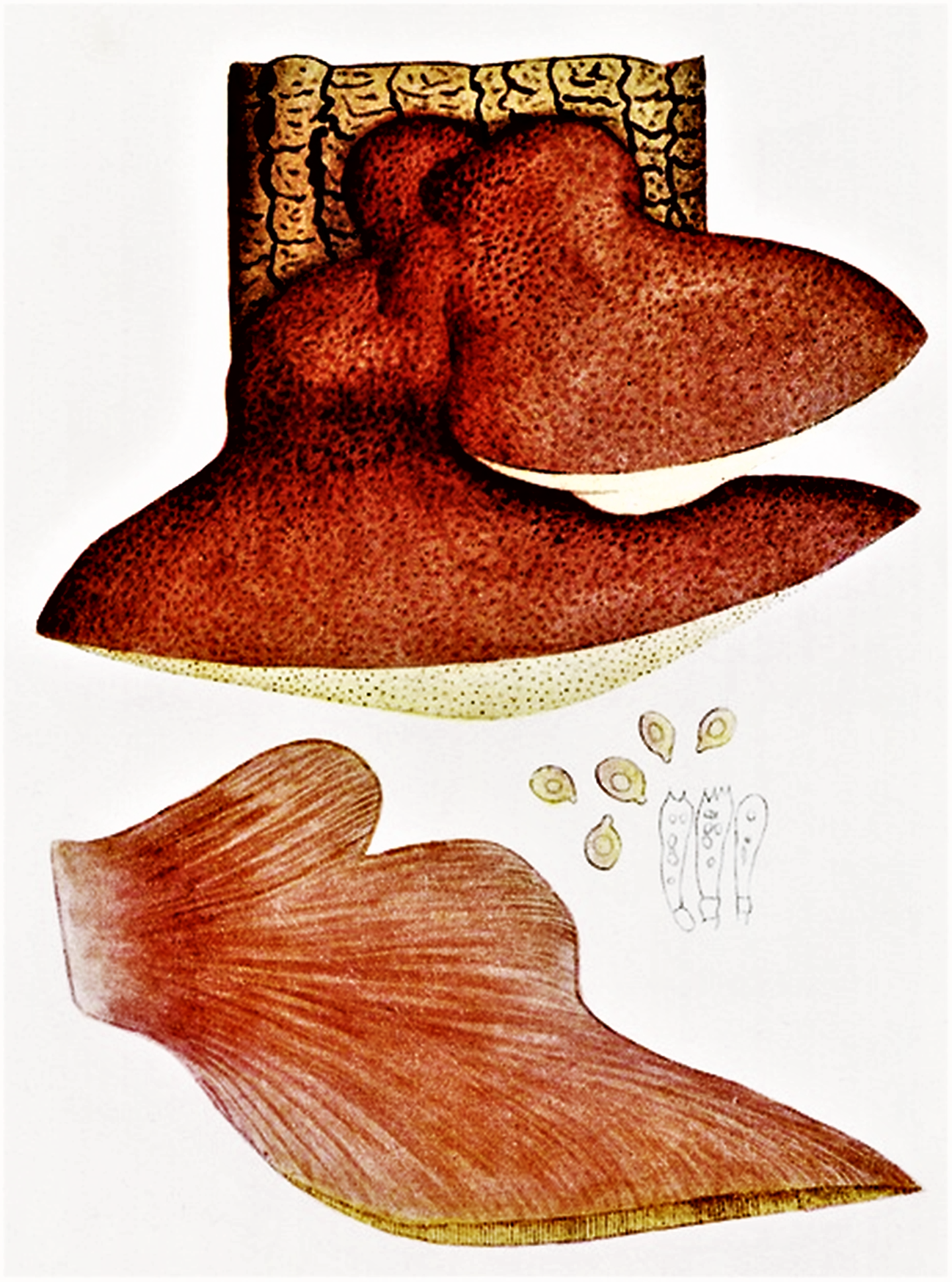
Bres.: F. hepatica

- Corpul fructifer:  are un diametru de 10–30 cm și o înălțime de 2–6 cm, este grea, cărnoasă, suculentă, de formă neregulată, asemănătoare cu o limbă sau evantai, cu suprafața catifelată, devenind cu vârsta umedă și gelatinoasă cu margini lobate. Ciupercile sunt uneori contopite cu exemplarele vecine. Cuticula este fin verucoasă și striată radial. Coloritul tinde de la portocaliu la brun roșiatic, fiind la bătrânețe de un brun închis, ca ficatul de vită.
- Tuburile:  sunt destul de lungi (10–15 mm), înghesuite, cilindrice, moi, fiecare dintre ele corespondând cu un neg de pe pălărie, fiind tinere gălbuie, mai târziu de aceiași culoare cu pălăria. Porii albi până alb-gălbui, care apară de abia când ciuperca a ajuns la inceputul  maturității, sunt rotunjiți și destul de mari (2–3 mm).
- Carnea:  este inițial compactă, roșiatică, cu vinișoare subțiri alb-gălbuie, emanând tăiată un suc gros, roșu-sângeriu în tinerețe. La bătrânețe este moale și gelatinoasă. Mirosul este aproape imperceptibil, foarte ușor fructuos și gustul acrișor, dar plăcut.
- Caracteristici microscopice: are spori ovoidali-rotunjori, hialini (translucizi) cu o mărime de 4-6 x 4-4,5 microni. Pulberea lor este gălbuie.[3][4]
- Reacții chimice: nu sunt cunoscute.

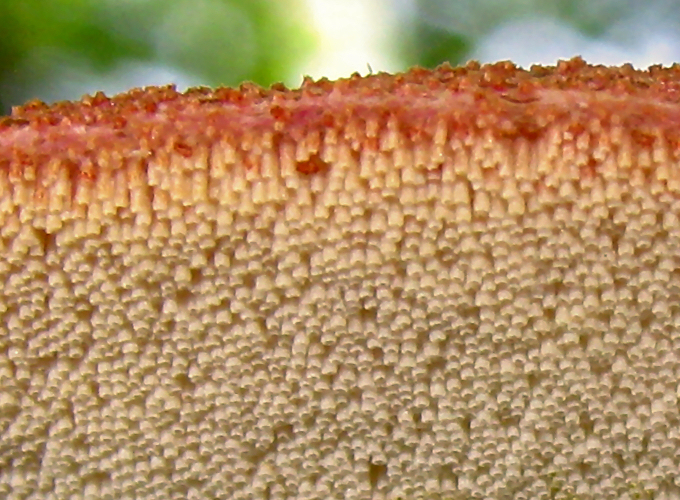
F. hepatica, tubulețe și pori
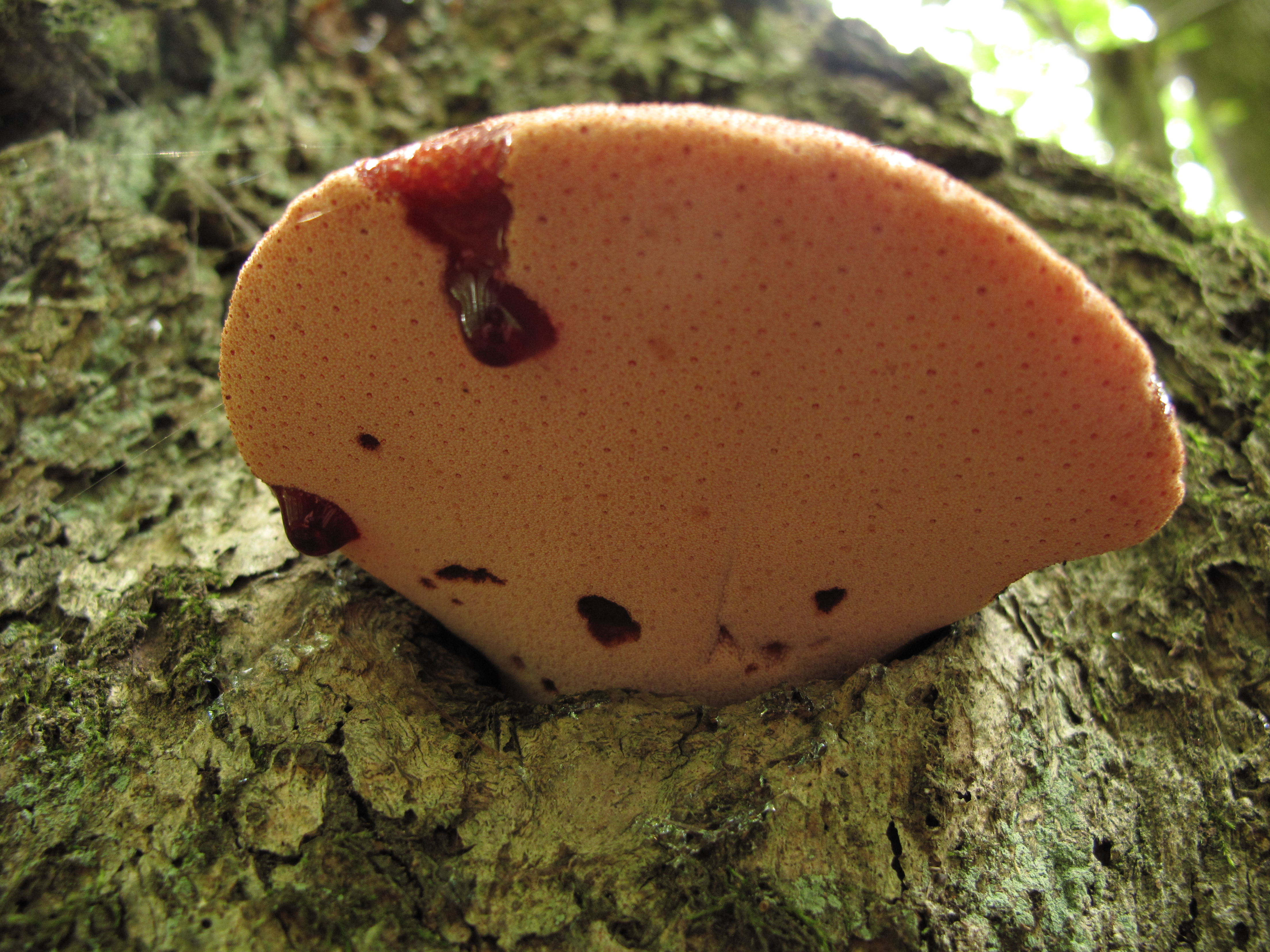
F. hepatica dedesubt cu suc
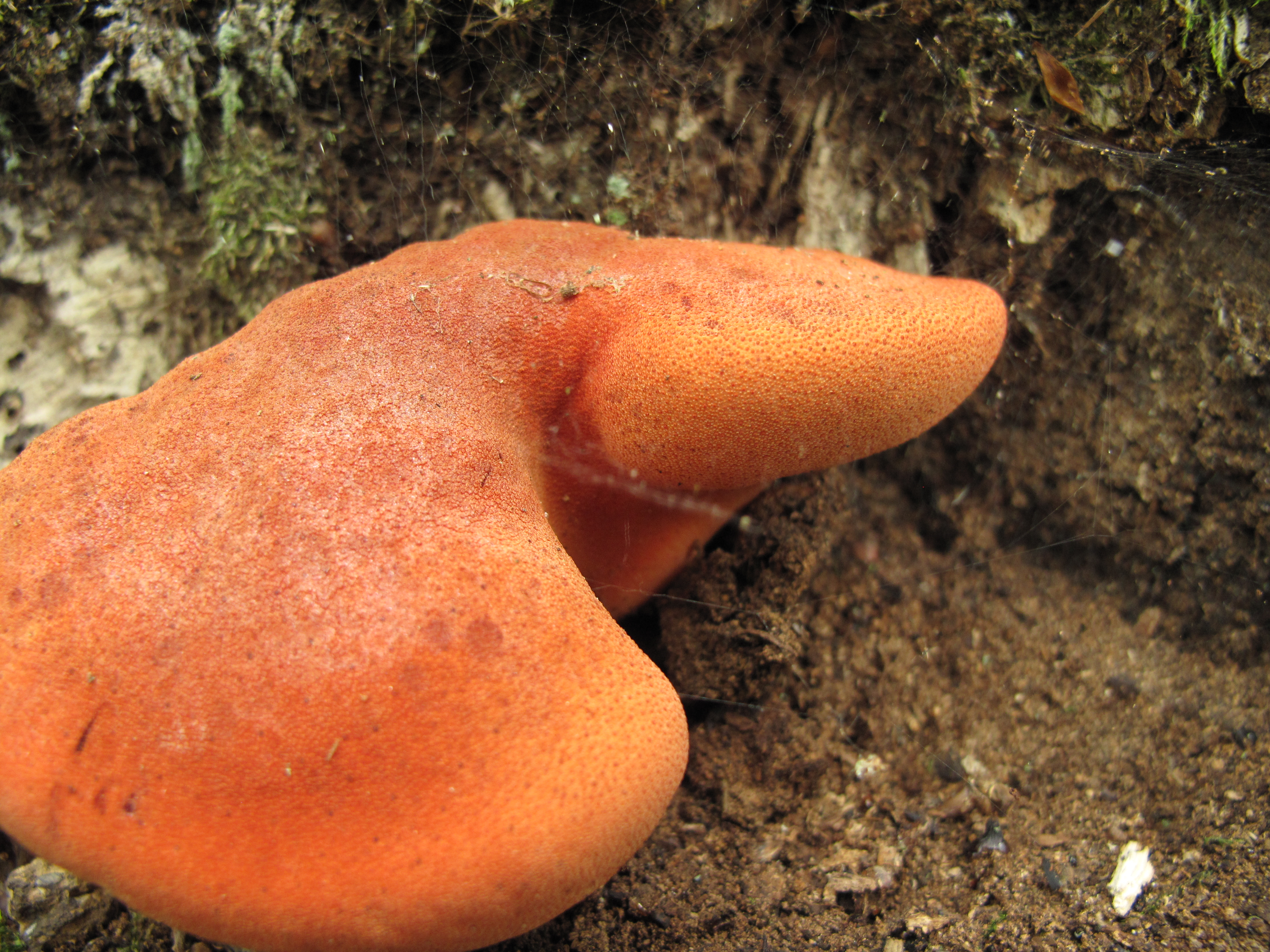
F. hepatica tânără
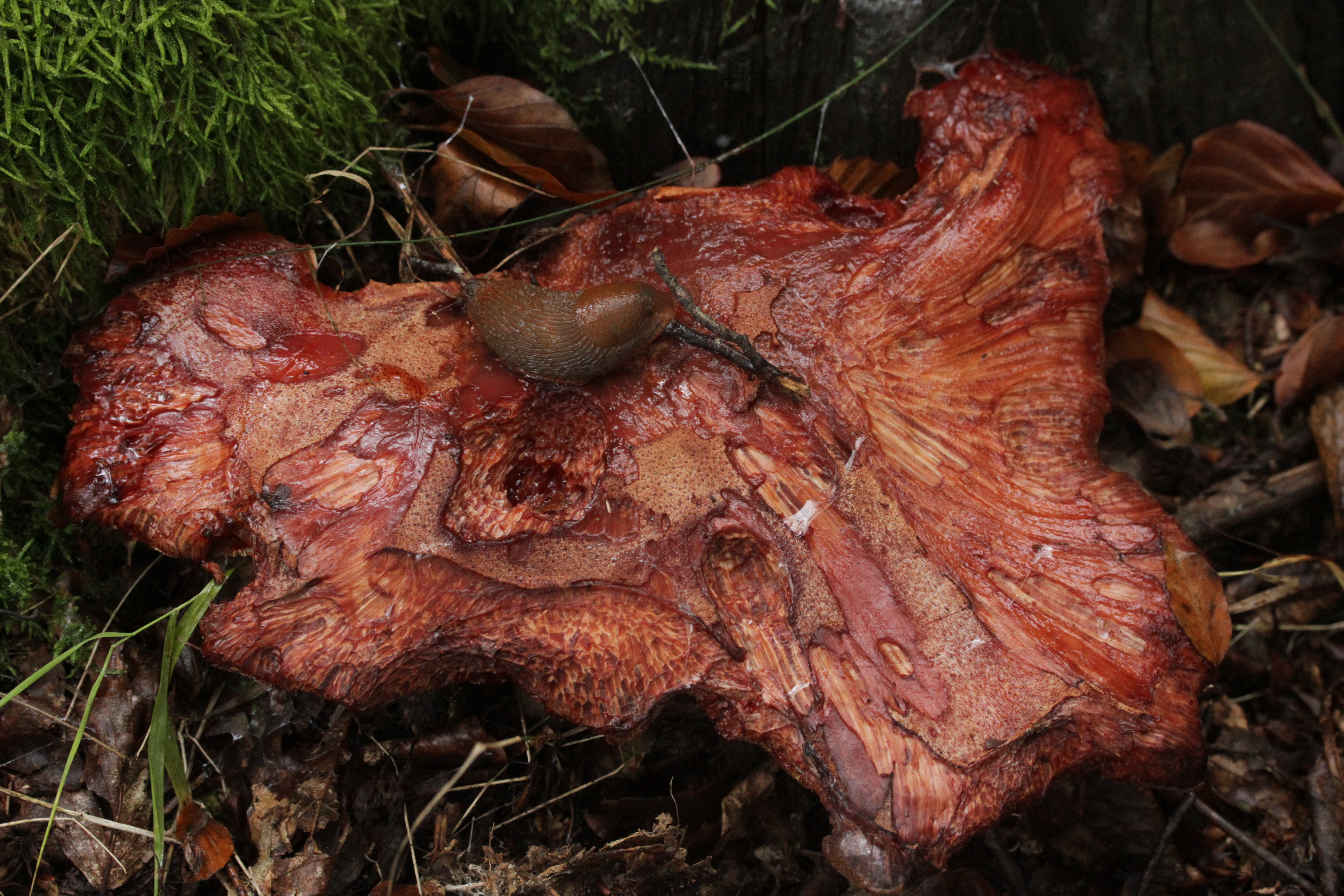
F. hepatica bătrână
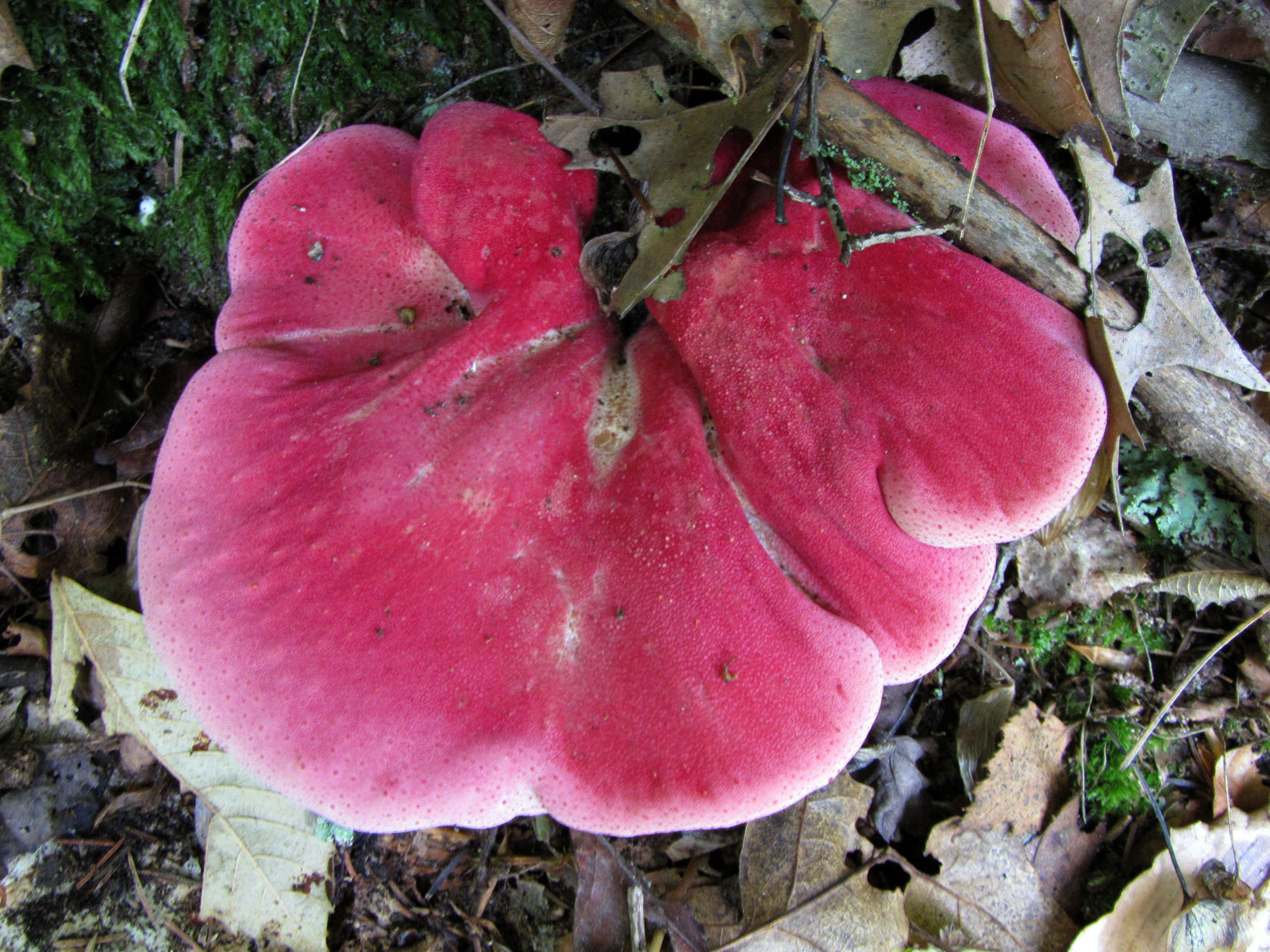
F. hepatica rozalie

## Confuzii
Datorită aspectului unic (culoare, suc), acest burete nu poate fi confundat ușor cu alții. Dar au avut loc confuzii, odată cu foarte periculosul Hapalopilus nidulans sin. Hapalopilus rutilans (provoacă sindromul poliporal) sau cu variații mai roșiatice ale comestibilului Laetiporus sulphureus
precum cu Piptoporus betulinus precum cu necomestibilul Ganoderma lucidum.

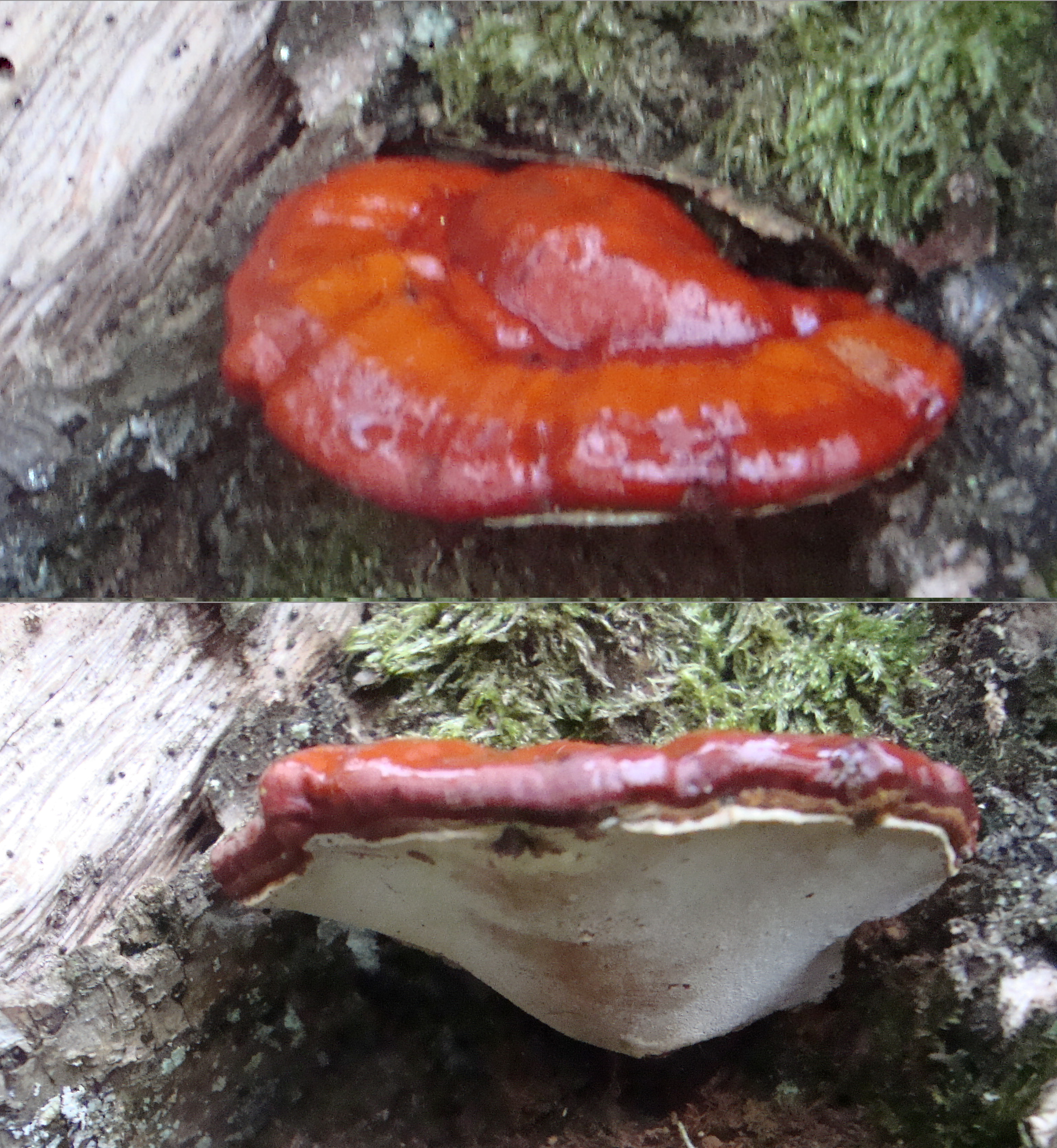
!Ganoderma lucidum!
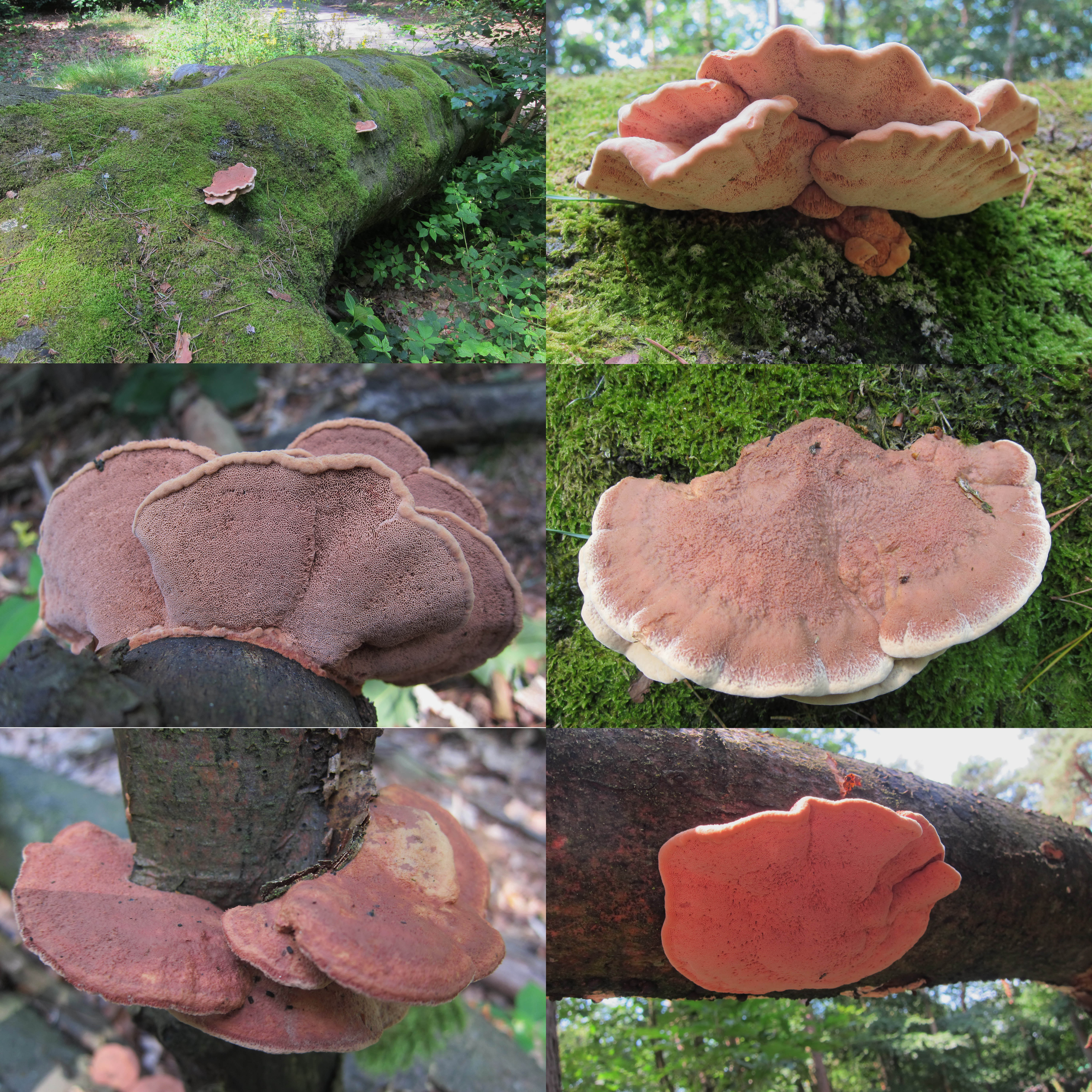
!! Hapalopilus nidulans !!
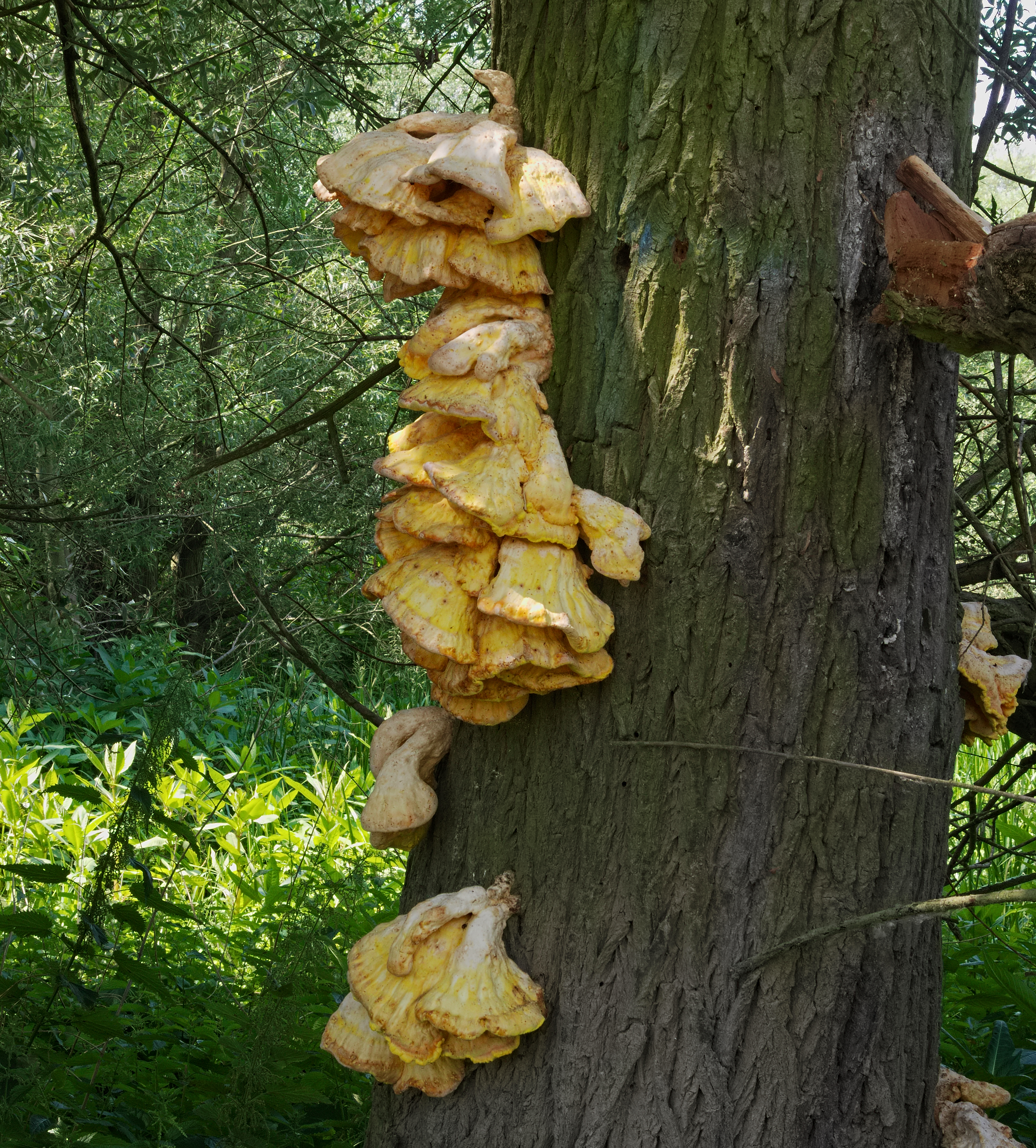
Laetiporus sulphureus
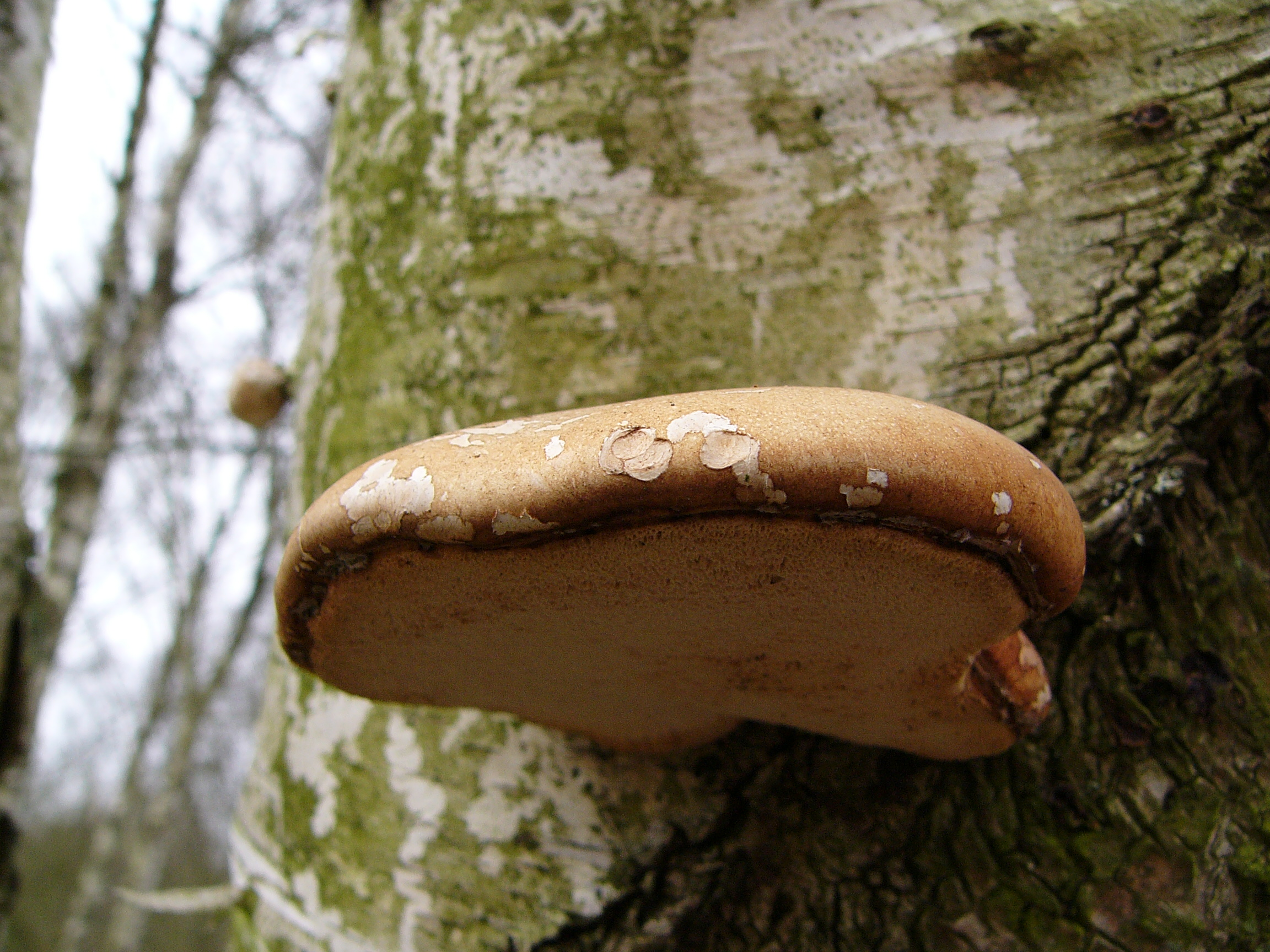
Piptoporus betulinus

## Valorificare

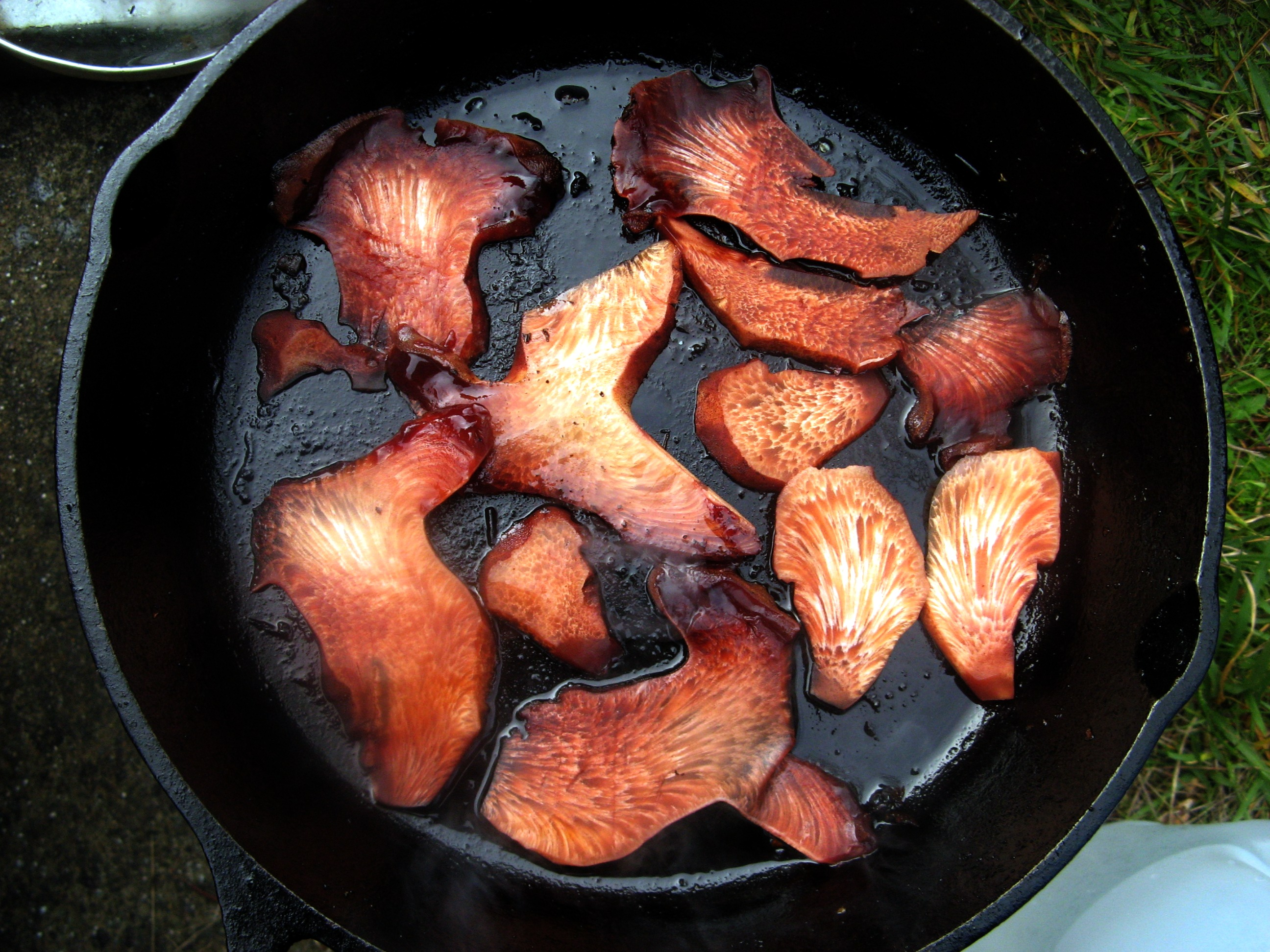
Limba boului prăjită

Limba boului este o ciupercă destul de savuroasă, dar numai în stadiu tânăr. Odată tăiată, are o asemănarea uimitoare cu carnea, amintind de o friptură (biftec). Astfel este numită de exemplu în Anglia poor man's beefsteak sau în Turcia Biftek Mantarı.
Ciuperca poate fi preparată, tăiată în felii subțiri, nu numai gătită, ci chiar și crudă ca salată cu o vinegretă, de asemenea în felii mai groase sau ca cotlet prăjită cu ulei într-o tigaie sau la grătar. Ea poate fi conservată coaptă în ulei sau oțet.
Buretele nu se potrivește pentru uscare.